# 9934 Caccioppoli
A 9934 Caccioppoli (ideiglenes jelöléssel 1985 UC) a Naprendszer kisbolygóövében található aszteroida. Edward L. G. Bowell fedezte fel 1985. október 20-án. A kisbolygót Renato Caccioppoli olasz matematikusról nevezték el.